# Alfonso de Zayas y de Bobadilla
Alfonso de Zayas y de Bobadilla (Palma, 1896 - Sabadell, 1970). Va ser un aristòcrata, polític i militar espanyol, marquès de Zayas i cavaller de Montesa, cofundador de la Real Asociación de Hidalgos de España (1954). Membre de la Falange Española, cap provincial i responsable de la repressió contra les persones d'esquerra de Mallorca.

## Biografia
Nascut a Palma el 1896, era fill de Bartolomé de Zayas Borràs i de Pilar de Bobadilla y Martínez de Arizala. El 1913, ingressà a l'Exèrcit. El 1931, era capità d'artilleria i pilot aviador. Deixà el servei actiu a petició pròpia. Es casà amb Juliette Vierne d'Harcourt (1900-1977), filla del comte d'Harcourt, amb qui varen tenir sis fills. Amb el seu nomenament a Roma, conegué la seva segona esposa (encara que no legal, ja que a Espanya no hi havia divorci) la Sra. America Pannocchia Blanco, amb qui contragué matrimoni civil a Roma, i amb la qual convisqué més de vint anys (tant a Madrid com a Sitges). Va ser el primer president del Reial Aeroclub de Balears (1935). Establiren una estreta amistat amb l'escriptor Georges Bernanos i un dels seus fills es casà amb Claude Bernanos, filla de l'escriptor.

## El marquès de Zayas i la Falange
Impulsà la implantació de la Falange a Balears i fou un dels membres del triumvirat que dirigí inicialment el partit (gener de 1934). Fou nomenat per José Antonio Primo de Rivera cap provincial de Falange a Balears (novembre de 1934 - juliol de 1936). Intervengué en el primer miting que celebrà Falange a Mallorca (Manacor, febrer de 1936). Va esser detengut per les autoritats republicanes en dues ocasions (abril-juny de 1936 i juliol d'aquell mateix any). Fou un dels redactors d'Aqui Estamos, l'òrgan de Falange a Balears. Quan s'inicià la Guerra Civil fou alliberat per un escamot de falangistes i d'oficials de cavalleria i ocupà la Casa del Poble de Palma. És considerat un dels principals responsables de la repressió contra els republicans. Gestionà l'ajuda militar italiana i prengué part en la substitució del coronel Emilio Ramos Unamuno com a cap d'operacions (30 d'agost de 1936). Lluità en el front de Manacor, al capdavant de forces falangistes, i participà en l'ocupació de les Pitiüses (setembre de 1936). El juliol de 1938, va esser nomenat secretari general de Falange Espanyola Tradicionalista i de les JONS a Itàlia i secretari provincial del partit a Roma. A partir de llavors únicament tornà a Mallorca a passar els estius a can Ribera, a Biniaraix. Devers 1939, va esser nomenat cap estatal del Sindicat de Transports i Comunicacions. El 1943, Franco el nomenà procurador a Corts. Tornà a ser procurador de 1946 a 1949. i de 1955 a 1958. És autor de la Historia de la Vieja Guardia de Baleares (1955), un llibre bàsic per conèixer la Falange anterior a la Guerra Civil.